# Шевцов, Максим Владиславович
Максим Шевцов (род. 9 марта 2001, Зеленоград) — российский регбист, выступающий за клуб  «Стрела» (Казань) и сборную России по регби. Играет на позиции вингера (11,14 номер) и фулл-бэка (15 номер). Чемпион Высшей лиги по регби в составе «Зеленоград» и «Динамо», призер чемпионата Европы (3 Место), призер чемпионата России по Регби-7 (2 место), Чемпион Кубка России в составе «Стрелы».

## Карьера
Родился и вырос в Зеленограде в регбийной семье, отец играл в регби и привил сыну любовь к этому виду спорта. Воспитанник СШОР 111 и РК «Зеленоград».

### РК «Зеленоград»
Не дождавшись восемнадцатилетниz заигрывался за мужскую команду «Зеленоград» по итогам выступления выигрывав множество чемпионатов Москвы и высшим достижение в составе «Зеленограда» стала победа в Высшей лиги по регби/

### «Динамо» Москва
Шевцов присоединился к «Динамо» весной 2020 года и вместе с командой выиграл Высшую лигу, завоевав право выступать в Премьер-лиге. В первом же сезоне в РПЛ стал игроком основного состава, набирал очки в матчах с «Металлургом», «Красным Яром», «Локомотивом-Пенза», в матче со стрелой сделал хет-трик из попыток. В начале 2023 года перешел в «Стрелу».

### В сборной
Играл за юношескую сборную России с 2018 года, бронзовый призер в составе сборной до 20 лет на Чемпионате Европы в Коимбре. В матче за третье место против сборной Нидерландов стал автором двух попыток. Также был добавлен в расширенный список основной Сборной команды России по регби. С 2021 года по игрок национальной сборной России по регби.